# Német-római császári korona
A német-római császári korona (németül: Reichskrone) a német-római császárok beavató koronája volt nagyjából a 10. századtól a Birodalom felbomlásáig (1806). Jelenleg a bécsi Hofburg kincstárában őrzik.

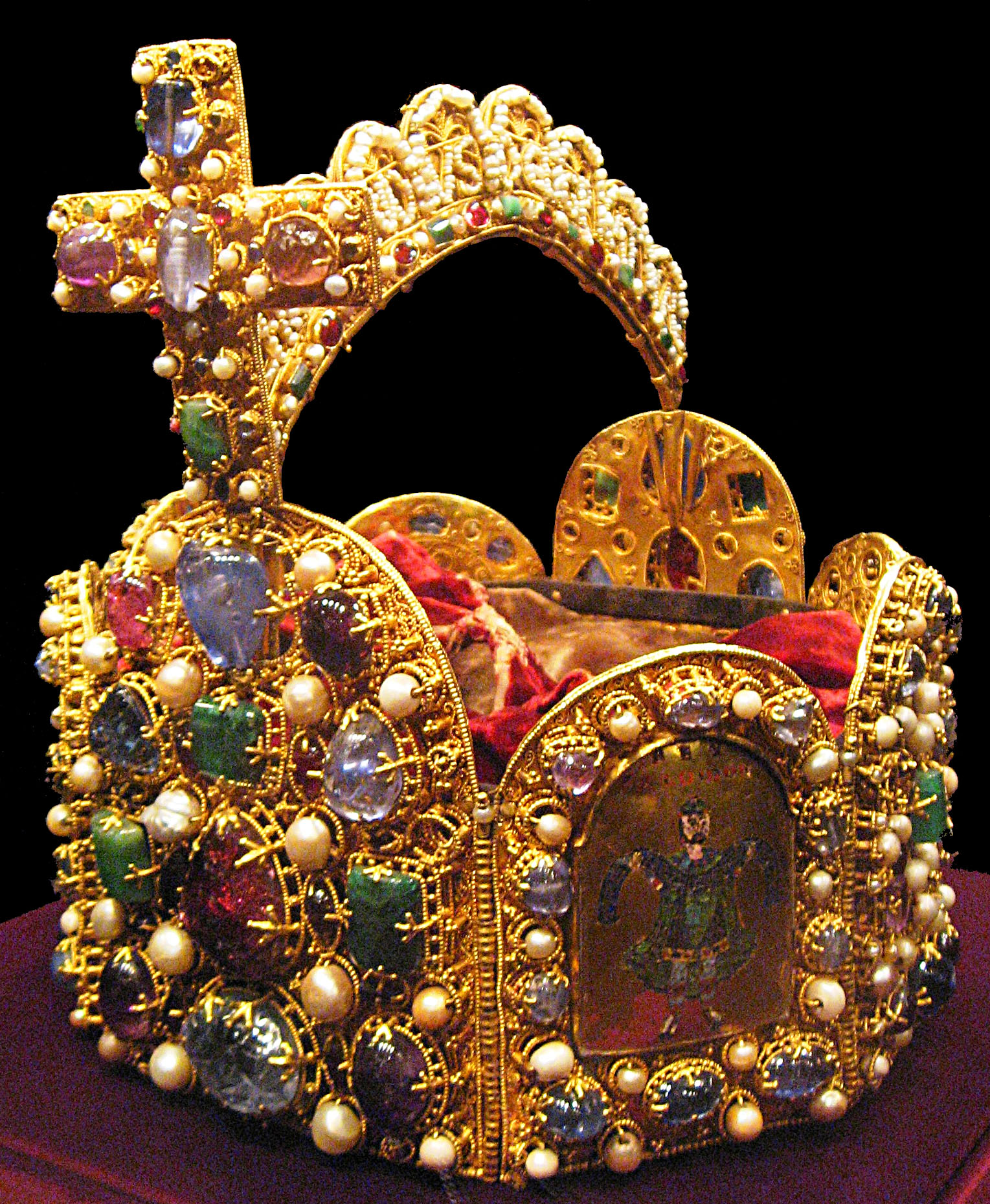
A német-római császári korona

## Története

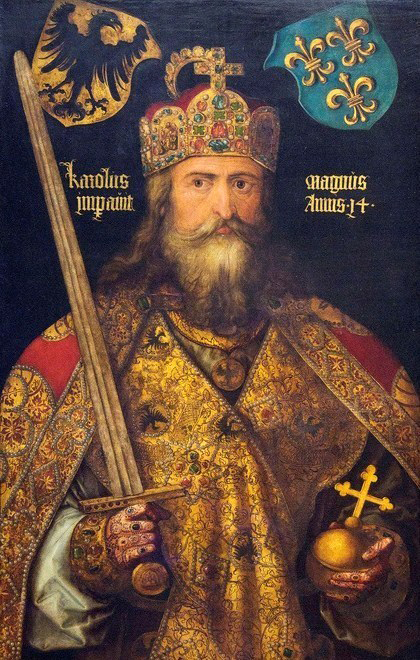
I. Károly frank császár a koronával (Albrecht Dürer, ca. 1512.)
A festmény anakronisztikus, mivel a korona másfél évszázaddal Károly halála után készült el.

A nyolc aranyozott lapból összeállított korona valószínűleg Németország nyugati részén készült I. Ottó koronázására, 962-ben, II. Konrád pedig további kiegészítéseket adott hozzá. Első írásos említése a 12. századból való.
A legtöbb német-római császárt ezzel a koronával koronázták meg egészen a Birodalom felbomlásáig. Ez volt a ceremónia legfontosabb eleme, melyen használták a birodalmi keresztet, a birodalmi kardot és a Szent Lándzsa ereklyéjét is. Miután felkerült korona az új király fejére, kezébe vette a jogart és a birodalmi országalmát.
Elkészülte után a koronát több helyen is őrizték, többek között a limbourgi apátságban, a harzburgi várban, a goslari császári palotában, a trifelsi várban, a hagenaui császári kastélyban, Waldburg várában, Karutheim várában, Kyburg várában, Rheinfelden várában és a müncheni Alter Hofban.
1349-ben IV. Károly német-római császár a koronaékszereket az általa erre a célra építtetett Karlštejn várába szállíttatta. 1424-ben Zsigmond a huszita háború elől átszállíttatta őket Visegrádra, majd Nürnbergbe, a Szentlélek Kórházba. 1531-ig aztán Aachen, 1562-től pedig Frankfurt szolgált őrzési helyéül a koronának.
1796-ban a fenyegető francia háború miatt a koronaékszereket Regensburgba szállították, onnan 1800-ban kerültek át a fővárosba, Bécsbe, ahol 1806. augusztus 6-án a Birodalom felbomlott.
A korona és a többi koronaékszer Bécsben maradt egészen az Anschlussig, 1938 márciusáig. Ekkor kerültek vissza Nürnbergbe, ezúttal a Katharinenkirchébe (amelyet 1945-ben aztán lebombáztak). A második világháború alatt a nürnbergi vár pincerendszerében kialakított Historischer Kunstbunker őrizte. Később az előrenyomuló amerikai csapatok vették magukhoz 1945-ben és szállították át az Osztrák Nemzeti Bankba. Ezóta Bécsben található, ma már a Hofburgban.

## Leírása
A korona alapvetően nem kerek, hanem nyolcszögletű abronccsal rendelkezik (felső ívvel), melynek ihletője a bizánci császárok koronája vagy Nagy Károly aacheni palotakápolnájának szerkezete volt. A koronát két azonosíthatatlan időpontban felhelyezett vasgyűrű tartja össze, melyeket aranyozott szegecsekkel rögzítettek. Ezek előtt arany tűk fogták össze a lemezeket, aminek következtében a lemezek szétválaszthatók voltak az ívtől a könnyebb szállítás érdekében. 
Minden egyes lemez nagyjából 22 karátos aranyból készült, gazdagon díszítve igazgyöngyökkel és különféle ékkövekkel. A kövek nem vágottak (mivel a technikát még nem ismerték, amikor a korona elkészült),hanem gömbölyűre csiszoltak. Ettől úgy tűnik, mikor a fény megcsillan rajtuk, olyan, mintha belülről ragyognának. 
A korona 144 ékkővel van díszítve, köztük zafírokkal, smaragdokkal, valamint ametiszttekkel és nagyjából ugyanennyi gyönggyel.
A négy kisebb lemez (kép-lemez, Bildplatten) bibliai jeleneteket és feliratokat jelentenek meg zománcozott bizánci ún. „süllyesztett” stílusban. A zománcozott lemezek mindegyikét kék zafír- és gyöngyberakásos filigrán keretek veszik körül. 
- A jobb első lemez Krisztus Pantokrátort ábrázolja két kerub között, alatta vörös zománc felirattal: P[er] ME REGES REGNANT („Általam királyok uralkodnak”); Példabeszédek 8.15).
- A jobb hátsó lemezen Ézsaiás próféta alakja jelenik meg, amint Ezékiás júdai királyhoz beszél, akit ágyán ülve ábrázoltak. Izsák egy tekercset tart, rajta a 2Kir 20.6 latin szövegével. Felettük neveik olvashatók vörös zománcból: ISAIAS P[ro]PHETA · EZECHIAS REX.
- A bal első lemezen Salamon zsidó király tart egy tekercset a Példabeszédek 3.7 latin szövegével, felette vörös zománcból a neve: REX SALOMON.
- A bal hátsó lemez Dávid zsidó királyt ábrázolja kezében tekerccsel, melyen a Zsoltárok 99.4 latin szövege jelenik meg, alatta a neve vörös zománcból: REX DAVID.

A többi négy lemez ékkőlemez (Steinplatten), azaz felületén változó méretű és színű ékkövek találhatók filigrán foglalatokban. A tizenkét ékkő az elő- és a hátlapon esetleges utalások a zsidó főpapok mellvértjének tizenkét kövére vagy az új Jeruzsálem tizenkét alapkövére A jelenések könyvéből. 
Az első lemez felső ékköve háromszögletű zafír, mely csupán a mára már elveszett Waise (jelentése: az árva, mivel olyan egyedi ékkő volt) névre hallgató követ helyettesíti, mely feltehetően egy kifejezetten nagy borvörös opál lehetett és valamikor a 14. század során veszett nyoma. A középkori teológus, Albertus Magnus írta róla:
Az Árva a római császár koronájának ékköve. Mivel ehhez hasonlót máshol nem láttak, „Árvának” hívják.  Borszíne van, finom vörösboré, és mintha a vakító hófehér hajlana át az élénk borvörösbe. És mégis szunnyad ebben a vörösben.  A drágakő erőteljesen ragyog, és állítólag egykor még éjszaka is ragyogott, de nem a mi korunkban. Állítólag a birodalom becsületét őrzi. 
Hogy mikor és miért távolították el a fejékről, nem tudni. Az utolsó említése egy 1350-ben kelt leltárban olvasható, amit IV. Károly német-római császár készíttetett.
A korona felső íve az első lemeztől a hátsóig nyúlik. Rajta II. Konrád neve és császári stílusa olvasható gyöngyökből kirakva. Az Encyclopædia Britannica szerint ezt az ívet minden uralkodó koronázásakor lecserélték és csak II. Konrád után szűnt meg ez a hagyomány. Bal oldalán a „Konrád, Isten kegyelméből” (CHUONRADUS DEI GRATIA), míg jobb oldalán a „Rómaiak császára, Augustus” (ROMANORU[M] IMPERATOR AUG[USTUS]) feliratok olvashatók. Az első lemez fölött és a felső ív előtt áll az ékkövekkel dekorált kereszt, hátoldalán a felfeszített Krisztus alakjával. Feltehetően eredetileg egy mellkereszt lehetett, ami II. Henrikhez tartozott és csak később illesztették a fejékre. Előfordulhat, hogy mind a kereszt, mind a felső ív II. Konrád uralkodása alatt került a koronára.
Három apró lyuk található két oldalsó ékkőlemezen. Feltehetően három-három olyan drágaköves láncsor függött ezekből (pendilia), mint amilyenek a magyar Szent Koronán is megtalálhatóak.
A ma is látható vörös bársony bélése a 17. századból való.

## Másolatok
Az évszázadok során több másolata, kópiája készült el a birodalmi koronának. Egyet 1915-ben II. Vilmos német császár kérésére Aachenben állítottak ki, mely még ma is a Krönungssaal teremben található a városházán. Emellett vannak hiteles másolatai a koronaékszereknek a Frankfurti Történeti Múzeumban, a Rajnai Palotagrófság területén található trifelsi erődben és a cseh Karlštejnben (Szent Vencel koronája másolatával együtt).

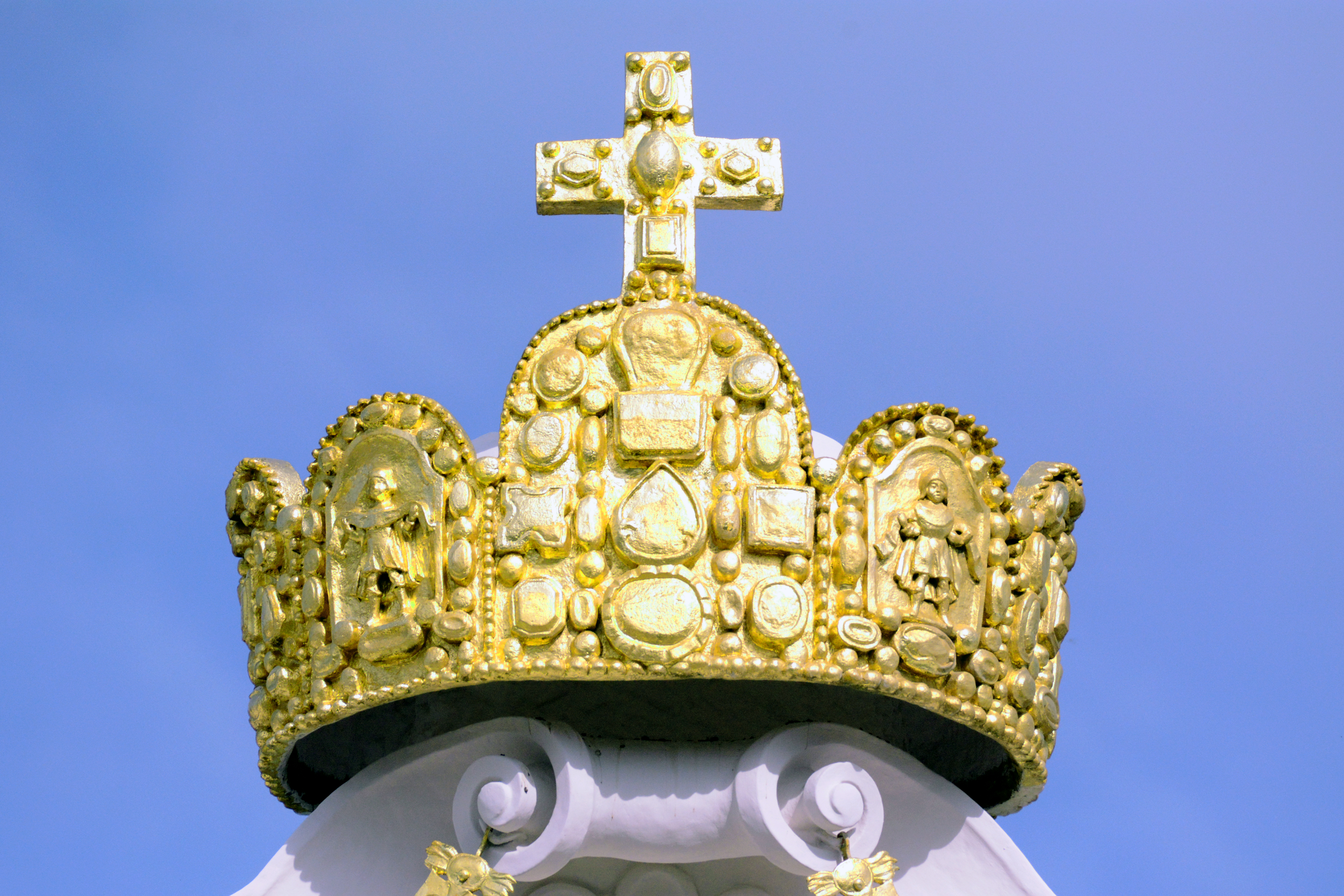
A korona a Birodalmi Kancellária (Reichskanzleitrakt) épületének homlokzatán a bécsi Hofburgban
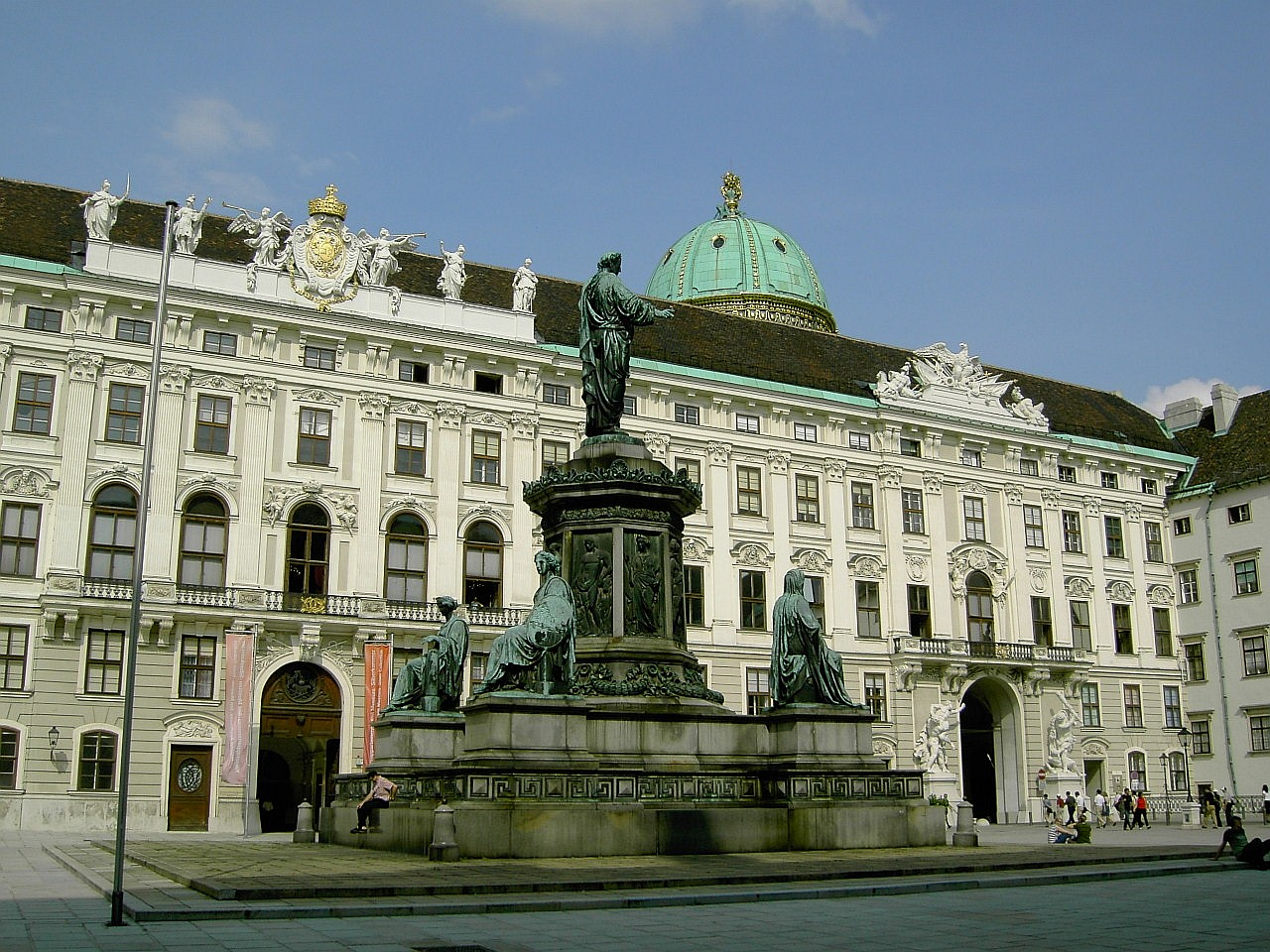
A Reichskanzleitrakt II. Ferenc német-római császár szobrával
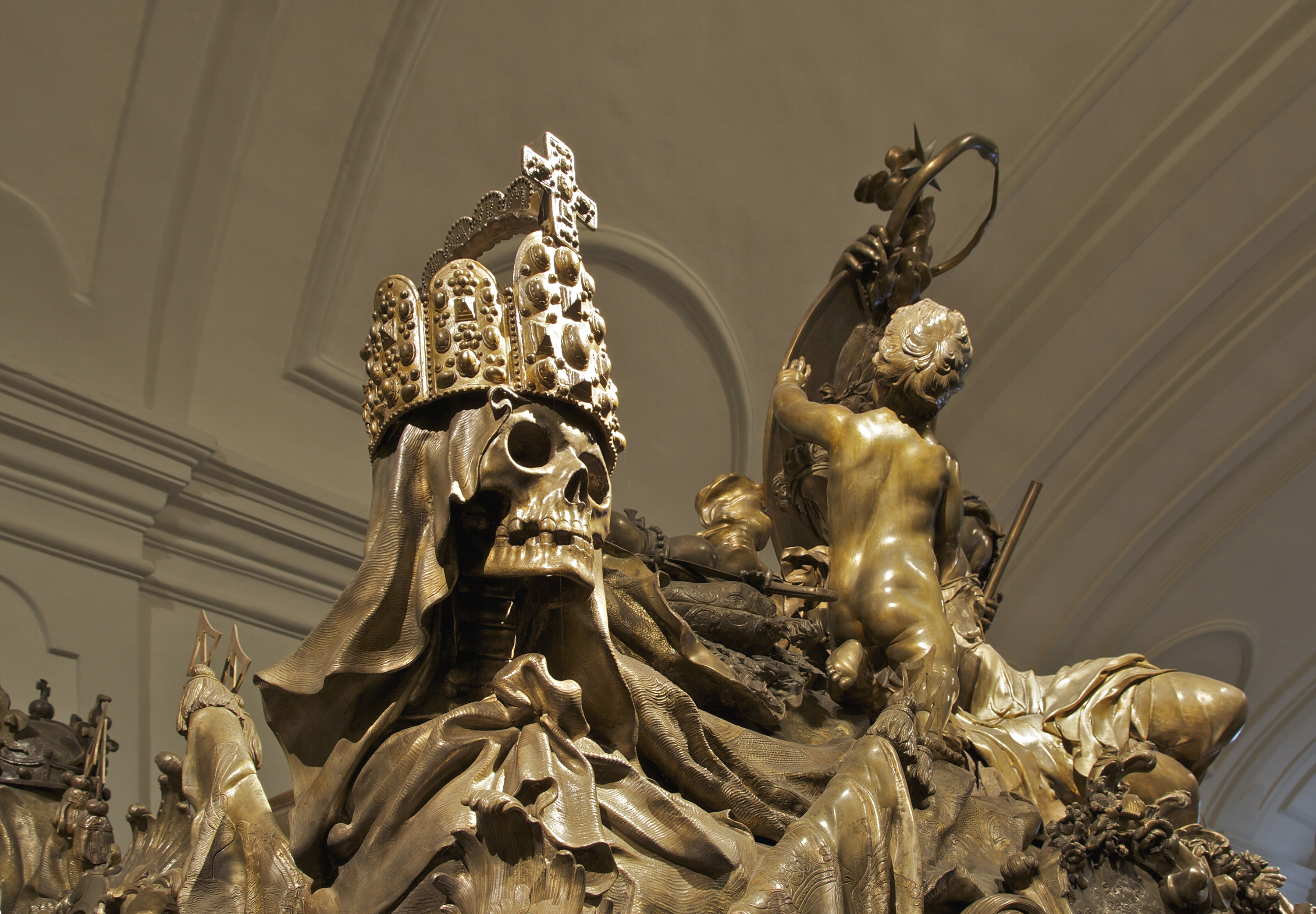
Részlet VI. Károly német-római császár szarkofágjáról
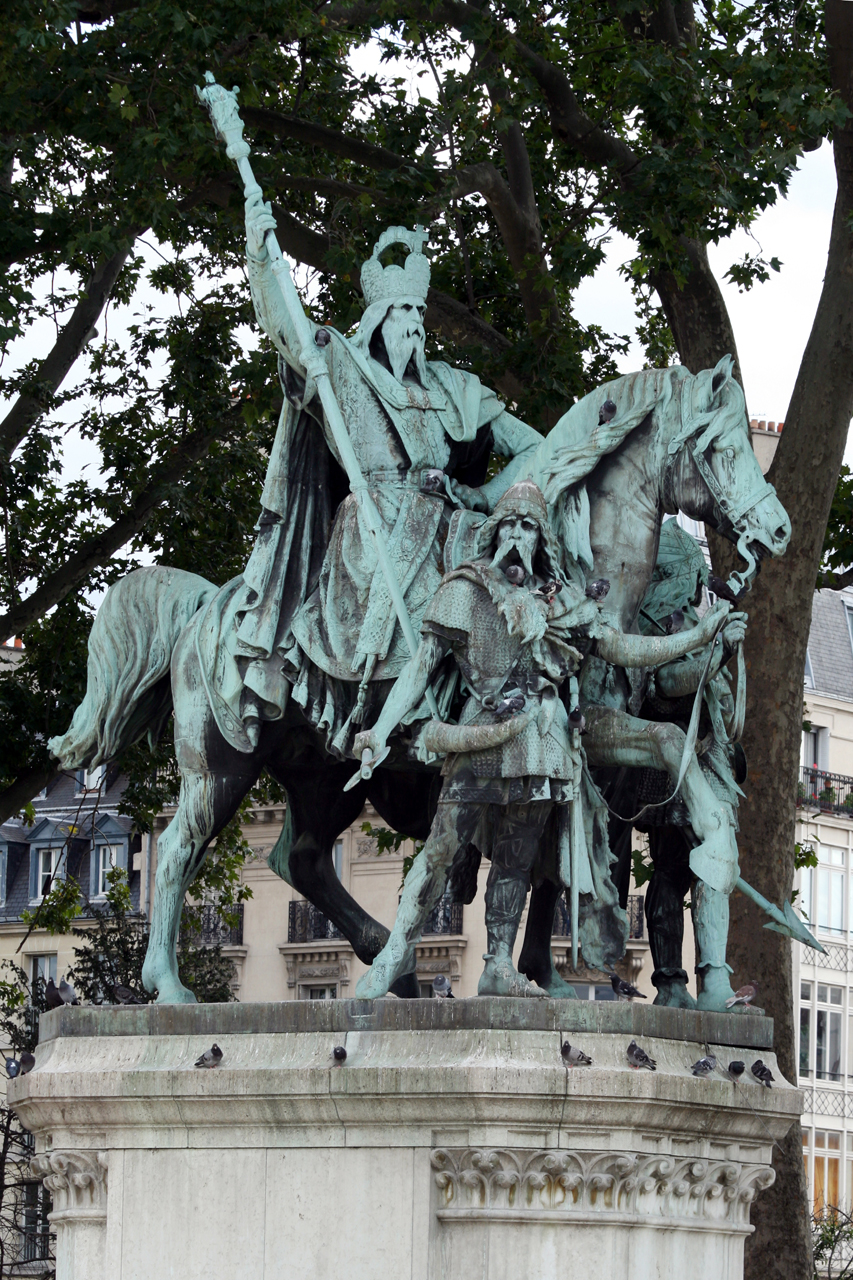
Nagy Károlyt párizsi szobrán a birodalmi koronával ábrázolták (1878)
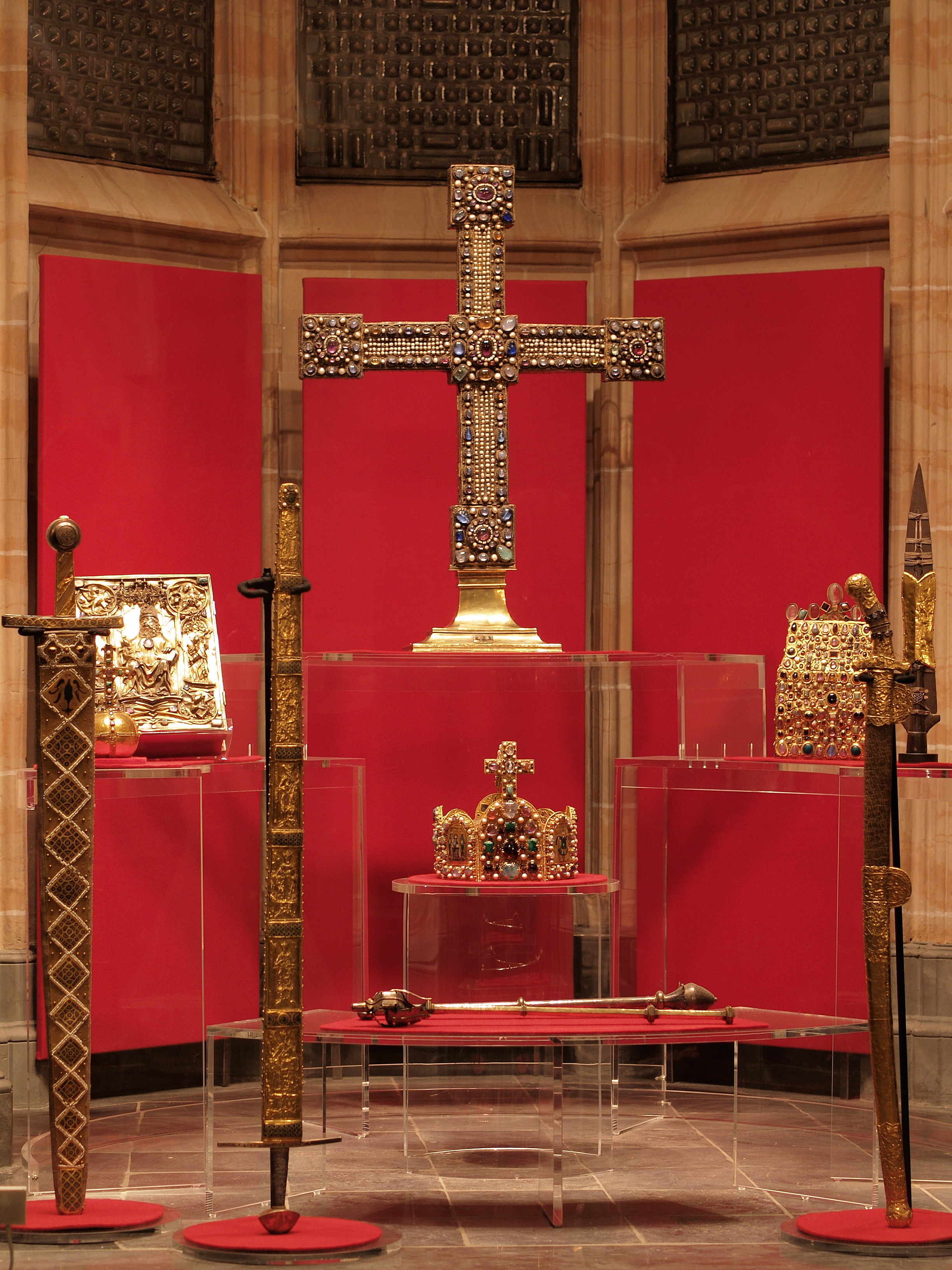
Az 1915-ös másolat a többi koronaékszerrel az aacheni városházán
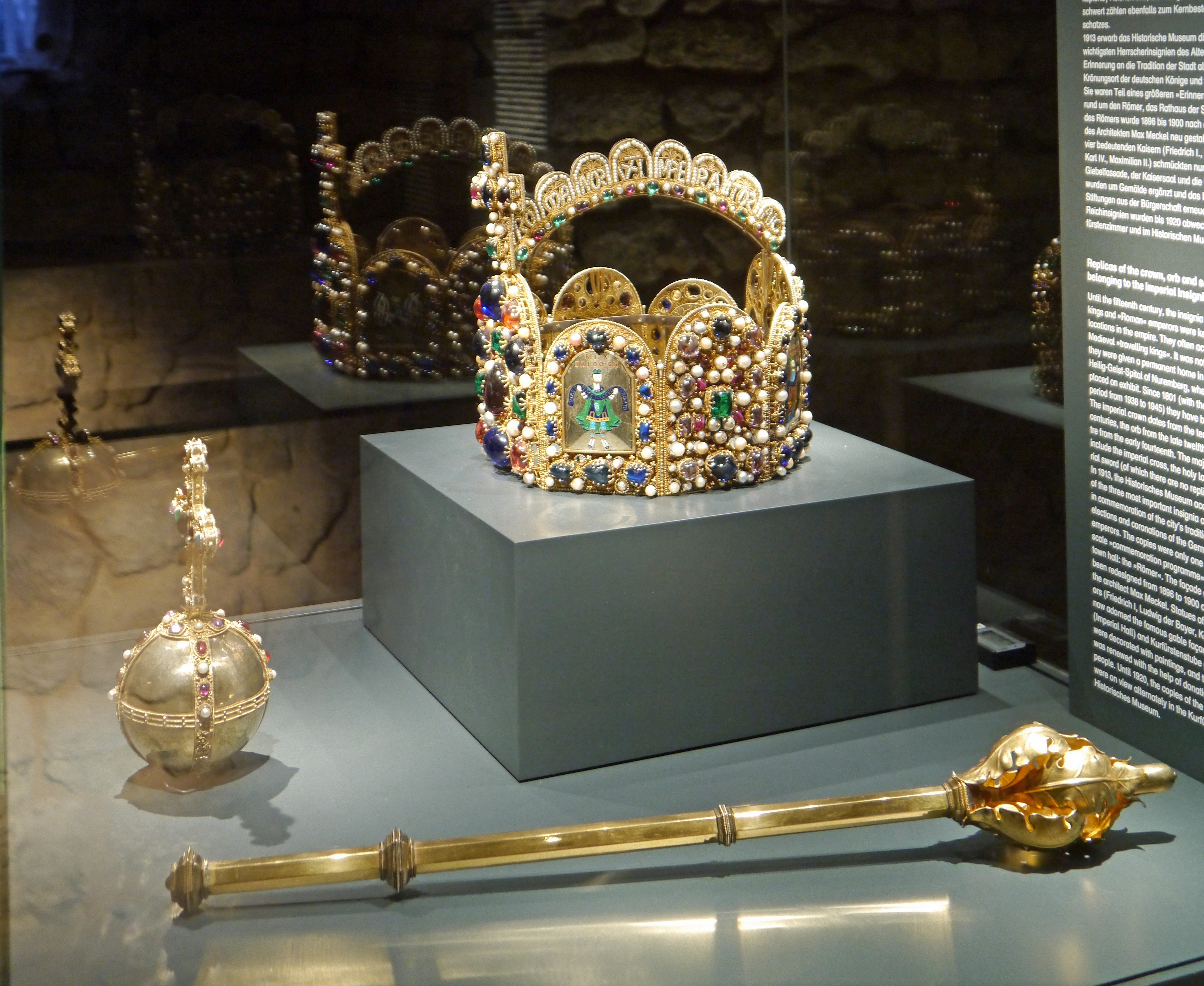
A frankfurti másolat 1913-ban készült
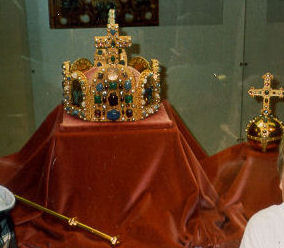
Másolat Trifels várában
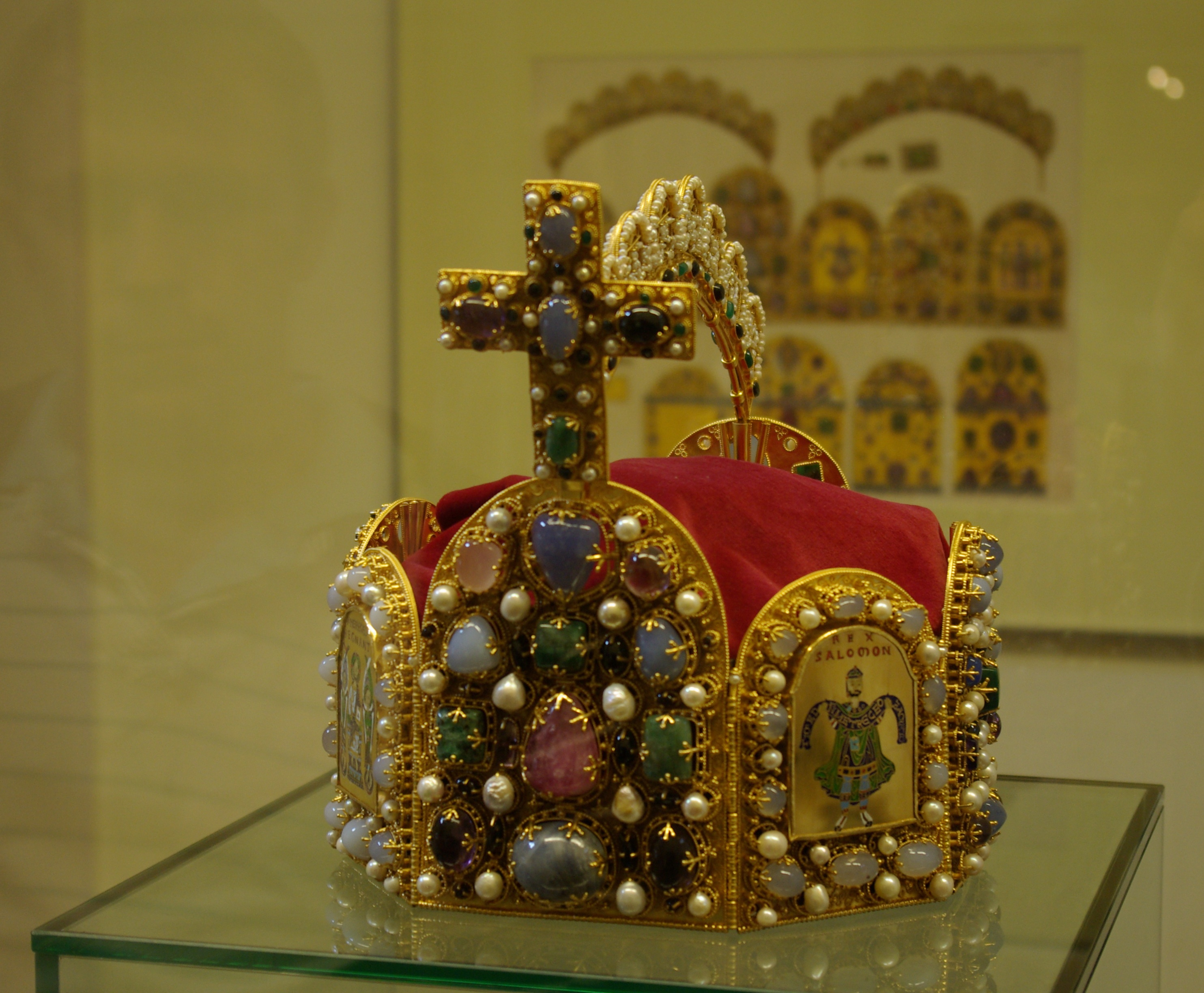
Másolat Nürnbergben

## Fordítás
- Ez a szócikk részben vagy egészben  az   Imperial Crown of the Holy Roman Empire című angol Wikipédia-szócikk ezen változatának fordításán alapul.  Az eredeti cikk szerkesztőit annak laptörténete sorolja fel. Ez a jelzés csupán a megfogalmazás eredetét és a szerzői jogokat jelzi, nem szolgál a cikkben szereplő információk forrásmegjelöléseként.